# ریگ سفید (سلسله)
ریگ سفید روستایی از توابع بخش مرکزی شهرستان سلسله در استان لرستان ایران است.

## جمعیت
این روستا در دهستان دوآب قرار دارد و بر اساس سرشماری مرکز آمار ایران در سال ۱۳۸۵، جمعیت آن حدود ۵۰ خانوار می‌باشد که اکثریت آنها به شهرها مهاجرت کرده‌اند.